# Франкенгейм, Мориц Людвиг
Мориц Людвиг Франкенгейм (29 июня 1801, Брауншвейг — 14 января 1869, Дрезден) — немецкий физик, геолог и кристаллограф.
Окончил Берлинский университет, работал в университете на должности приват-доцента по физике и математике; в 1850 году получил должность экстраординарного профессора в Университете Бреслау. Считался крупным специалистом в области физической кристаллографии, основные труды учёного были посвящены этому предмету.